# We Sing. We Dance. We Steal Things.
Albums de Jason Mraz
Mr.A-Z
(2005) Love Is a Four Letter Word
(2012)
We Sing. We Dance. We Steal Things est le troisième album du chanteur américain Jason Mraz, sorti en 2008 sous le label Warner Music Group aux États-Unis. Son premier single, I'm yours a réussi à conquérir après un certain silence les listes de hits. Le second extrait de l'album est le duo avec Colbie Caillat Lucky. Le single suivant est Make it Mine.

## Liste des chansons
1. Make It Mine
2. I'm Yours
3. Lucky (avec Colbie Caillat)
4. Butterfly
5. Live High
6. Love for a Child
7. Details in the Fabric (avec James Morrison)
8. Coyotes
9. Only Human
10. The Dynamo of Volition
11. If It Kills Me
12. A Beautiful Mess